# W. de Wycombe
W. de Wycombe (Wicumbe, y quizás Whichbury) (finales del siglo XIII) fue un compositor y copista inglés de la era medieval. Fue primer ministro del priorato de Leominster en Herefordshire. Es posible que él fuera el compositor de la melodía más famosa de la Inglaterra medieval, Sumer Is Icumen In.

## Biografía
Wycombe se identifica como W de Wyc, Willelmus de Winchecumbe, Willelmo de Winchecumbe o William of Winchcomb. Parecía haber sido un escriba secular y un precentor empleado durante unos cuatro años en el priorato de Leominster en Herefordshire durante la década de 1270. También se cree que fue un sub-diácono del priorato de la catedral como figura en los Anales de Worcester o posiblemente un monje en St Andrew's en Worcester.
Wycombe dejó una serie de documentos con su firma, que incluían un coleccionista, un cuaderno de ejercicios, dos rotulos (pergaminos) que contenían música, un resumen y un tratado sobre la música, una historia a la que Winchecumbe agregó música y otros libros.
El principal período de actividad de Wycombe fue probablemente los años 1270 y 1280. Es más conocido como el compositor de aleluyas polifónicas. Más de 40 configuraciones han sido identificadas en varias fuentes, un grupo de composiciones de tamaño casi igual al de Léonin, el compositor anterior de la escuela continental de Notre Dame; sin embargo, solo uno de los 40 se puede restaurar completamente: los otros existen solo en fragmentos. Parte de su trabajo aparece en los Fragmentos de Worcester, una colección de 59 hojas manuscritas que representa aproximadamente un tercio de la polifonía superviviente total de Inglaterra en el siglo XIII.
- Datos: Q4016791